# Сага (притока Молочної)
Сага́ — річка в Україні, в межах Мелітопольського району Запорізької області; колишнє річище річки Молочної (басейн Азовського моря). 
Довжина 14 км. За течією Саги є багато озер, але їхні розміри незначні. В більшості озер водиться риба. 
Сага бере початок поблизу с. Костянтинівки, з'єднується з Молочною поблизу с. Мордвинівки.

## Етимологія
Слово сага означає «затока на  річці». На Буковині сага — «мокра місцевість, сіножать, що заливається водою»; на Полтавщині, Черкащині — «озерце біля  річки». Сагою також називають вигнуті видолинки стариці в Дніпровських пісках, прісне озеро, невелике болото в заплаві Дніпра, а на Поділлі — глибоке місце в річці. Вчені вказують, що річки з назвою Сага мають повільну течію, в руслі утворюється багато заток, особливо під час повені. Гідронім, імовірно, означає: «Річка зі слабо проточною водою, з багатьма озерцями». 